# Fred Kennedy
Frederick „Fred“ Kennedy (* 23. Oktober 1902 in Black Lane; † November 1963 in Failsworth) war ein englischer Fußballspieler. Der Halbstürmer war zunächst in England für Vereine wie Manchester United, FC Everton, FC Middlesbrough und später die Blackburn Rovers aktiv, feierte aber bei seinen Ausflügen in den französischen Fußball mit Racing Paris und dem Gewinn der französischen Meisterschaft sowie des Pokals 1936 die größten Erfolge in seiner aktiven Laufbahn.

## Sportlicher Werdegang
Der in Black Lane nahe der im Großraum Manchester gelegenen Stadt Radcliffe geborene Fred Kennedy spielte zunächst im Amateurbereich für das ebenfalls in der Region befindliche Rossendale United, bevor er in der Saison 1923/24 beim damaligen Zweitligisten Manchester United zu ersten Profieinsätzen kam. Zumeist auf der rechten Halbstürmerposition eingesetzt, gelegentlich aber auch über links kommend, gab er am 6. Oktober 1923 seinen Einstand gegen Oldham Athletic. Erst vier Monate später folgte der zweite Einsatz, der aber der Auftakt zu weiteren Partien in deutlich kürzeren Abständen war. Dazu gehörten Anfang März 1924 zwei Auftritte innerhalb einer Woche gegen den Drittligaaufsteiger FC Nelson, wobei ihm am 1. März 1924 das erste Tor in seiner Profikarriere gelang (Endstand 2:0). Der im Vorjahr nur knapp verpasste Aufstieg war mit Platz 14 am Ende deutlich außer Reichweite, aber in der anschließenden Saison 1924/25 steuerte Kennedy elf Spiele zum Gewinn der Vizemeisterschaft bei. Die entscheidende Phase zum Aufstieg in die First Division verpasste er jedoch aufgrund seines vorzeitigen Abgangs im März 1925 zum FC Everton.
Die „Toffees“ aus Liverpool befanden sich auf der verzweifelten Suche nach durchschlagskräftigen Stürmern und kamen in diesem Zusammenhang auch auf Kennedy, der am 18. März 1925 gegen Notts County (1:0) seinen Einstand gab und nur drei Tage später bei der 1:3-Niederlage gegen den FC Arsenal sein erstes Tor schoss – ein gewisser Dixie Dean stand hier ebenfalls erstmals in den Reihen des FC Everton. In der folgenden Saison 1925/26 bestritt Kennedy bis Anfang November 1925 13 der ersten 15 Ligapartien, verlor dann aber seinen Platz an Jack O’Donnell und im Jahr darauf an Arthur Dominy. Nächste Stationen war ab der Saison 1927/28 der Erstligakonkurrent FC Middlesbrough, mit dem Kennedy zwar zum Ende der Spielzeit in die Zweitklassigkeit abstieg, aber bereits ein Jahr später gelang über die Zweitligameisterschaft die Rückkehr in die höchste englische Spielklasse, wozu Kennedy fünf Torerfolge beigetragen hatte. Statt seinem Verein in die First Division zu folgen, wechselte er jedoch innerhalb der zweiten Liga zum FC Reading und ein Jahr später ebenfalls in der Second Division zu Oldham Athletic.
Nach Zwischenstationen außerhalb des Profifußballs bei Ex-Klub Rossendale United und Northwich Victoria zog es Kennedy dann nach Frankreich zum Hauptstadtklub RC Paris. Dort absolvierte er in der Saison 1932/33 insgesamt 16 Ligabegegnungen, bevor er im Jahr darauf nach England zum Erstligisten Blackburn Rovers zurückkehrte. Auf Anhieb war er bei den „Rovers“ in der Mannschaft von Trainer Arthur Barritt Stammspieler und fehlte in den ersten 31 Ligaspielen nur zweimal. Dabei gelangen ihm acht Tore, wenngleich dann aber keine weiteren Auftritte mehr folgten. Stattdessen schloss er sich erneut dem Racing Club Paris an, bei dem er schließlich seine größten Erfolge feierte. In der Saison 1935/36 gewann er gleichsam die französische Meisterschaft und den Pokal. Nach einem weiteren Jahr in Frankreich ließ er in der Spielzeit 1937/38 beim englischen Zweitligisten Stockport County seine aktive Karriere ausklingen.

## Titel/Auszeichnungen
- Französische Meisterschaft (1): 1936
- Französischer Pokal (1): 1936